# Athemus babai
Athemus babai es una especie de coleóptero de la familia Cantharidae.

## Distribución geográfica
Habita en  Japón.